# マリウス・アントネスク
マリウス・アントネスク（Marius Antonescu、1992年8月9日 - ）は、ルーマニアのラグビーユニオン選手。

## プロフィール
- ルーマニア・マンガリア出身[1]。
- ポジションはロック(LO)。
- 身長 197cm、体重 109kg
- ルーマニア代表キャップは28（2025年5月現在）でラグビーワールドカップ2015のルーマニア代表に選ばれた[2]。

## 略歴
オリンピア・ブクレシュティ、ターブス、USコロミエを経て、2021年、USブレッサンヌに加入。